# Peter Senge

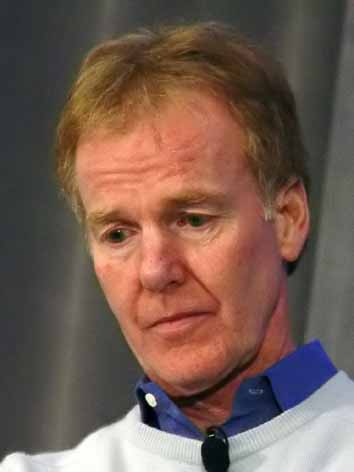
Peter M. Senge, listopad 2004

Peter Michael Senge (ur. w 1947) – amerykański teoretyk zarządzania, twórca i propagator idei rozwijania organizacji uczących się, za wkład w rozwój nauk o zarządzaniu tytułowany "Strategiem Wieku".
- studia inżynierskie w Stanford University
- doktorat na temat dynamiki systemów
- studia z zakresu zarządzania w Massachusetts Institute of Technology
- założyciel Systems Thinking and Organizational Learning Program
- dyrektor Center for Organizational Learning w Sloan School of Management w MIT
- współzałożyciel Innovation Associates we Framingham
- obecnie jest prezesem międzynarodowej organizacji Society for Organizational Learning (SoL).

## Publikacje
- 1990, The Fifth Discipline: The art and practice of the learning organization, Doubleday, New York, 1990; wyd. polskie Piąta dyscyplina Oficyna Ekonomiczna, Kraków, 2003, (zobacz: Myślenie systemowe)
- 1994, The Fifth Discipline Fieldbook: Strategies and Tools for Building a Learning Organization (ponad 400 000 egzemplarzy sprzedanych)
- 1999, The Dance of Change: The Challenges to Sustaining Momentum in Learning Organizations
- 2004, Presence: Human Purpose and the Field of the Future
- 2005, Presence: An Exploration of Profound Change in People, Organizations, and Society.

obszerna lista ważniejszych publikacji